# Parambos
Parambos est un village portugais de la municipalité de Carrazeda de Ansiães, situé dans la sous région du Douro, de 11,18 km2.
Au 19 avril 2021, sa population était de 182 habitants.